# Музыкальная академия Запада
Музыкальная академия Запада (англ. Music Academy of the West) — американская летняя музыкальная школа, расположенная в городе Монтесито (близ Санта-Барбары), штат Калифорния.
Основана в 1947 году по инициативе Лотты Леман, возглавлявшей вплоть до 1962 года вокальное отделение Академии. У истоков проекта стояли также Отто Клемперер, Григорий Пятигорский, Уильям Примроуз, Арнольд Шёнберг, Эрнест Блох и другие выдающиеся музыканты. Музыкальным руководителем академии на протяжении 25 лет был Морис Абраванель.